# Antonio Lamberto Rusconi
Antonio Lamberto Rusconi (Cento, 19 giugno 1743 – Imola, 1º agosto 1825) è stato un cardinale e vescovo cattolico italiano.

## Biografia
Nacque a Cento il 19 giugno 1743.
Fu ordinato sacerdote all'età di 59 anni, il 2 gennaio 1803.
L'8 marzo 1816 ricevette la nomina a vescovo di Imola. Contemporaneamente papa Pio VII lo elevò al rango di cardinale. Fu il successore dello stesso Pio VII nella diocesi di Imola. 

Il 29 ottobre 1821 il Rusconi benedisse il cimitero monumentale di Imola al Piratello, la cui costruzione era iniziata l'anno precedente.
Morì il 1º agosto 1825 all'età di 82 anni.

## Genealogia episcopale
La genealogia episcopale è:
- Cardinale Scipione Rebiba
- Cardinale Giulio Antonio Santori
- Cardinale Girolamo Bernerio, O.P.
- Arcivescovo Galeazzo Sanvitale
- Cardinale Ludovico Ludovisi
- Cardinale Luigi Caetani
- Cardinale Ulderico Carpegna
- Cardinale Paluzzo Paluzzi Altieri degli Albertoni
- Papa Benedetto XIII
- Papa Benedetto XIV
- Papa Clemente XIII
- Cardinale Francesco Saverio de Zelada
- Papa Pio VII
- Cardinale Antonio Lamberto Rusconi